# 马丁·亚克什
马丁·亚克什（捷克語：Martin Jakš，1986年9月6日—），捷克男子越野滑雪运动员。他曾代表捷克参加2010年、2014年和2018年冬季奥林匹克运动会越野滑雪比赛，其中2010年冬季奥运会获得一枚铜牌。